# Alexander Andrejewitsch Baranow

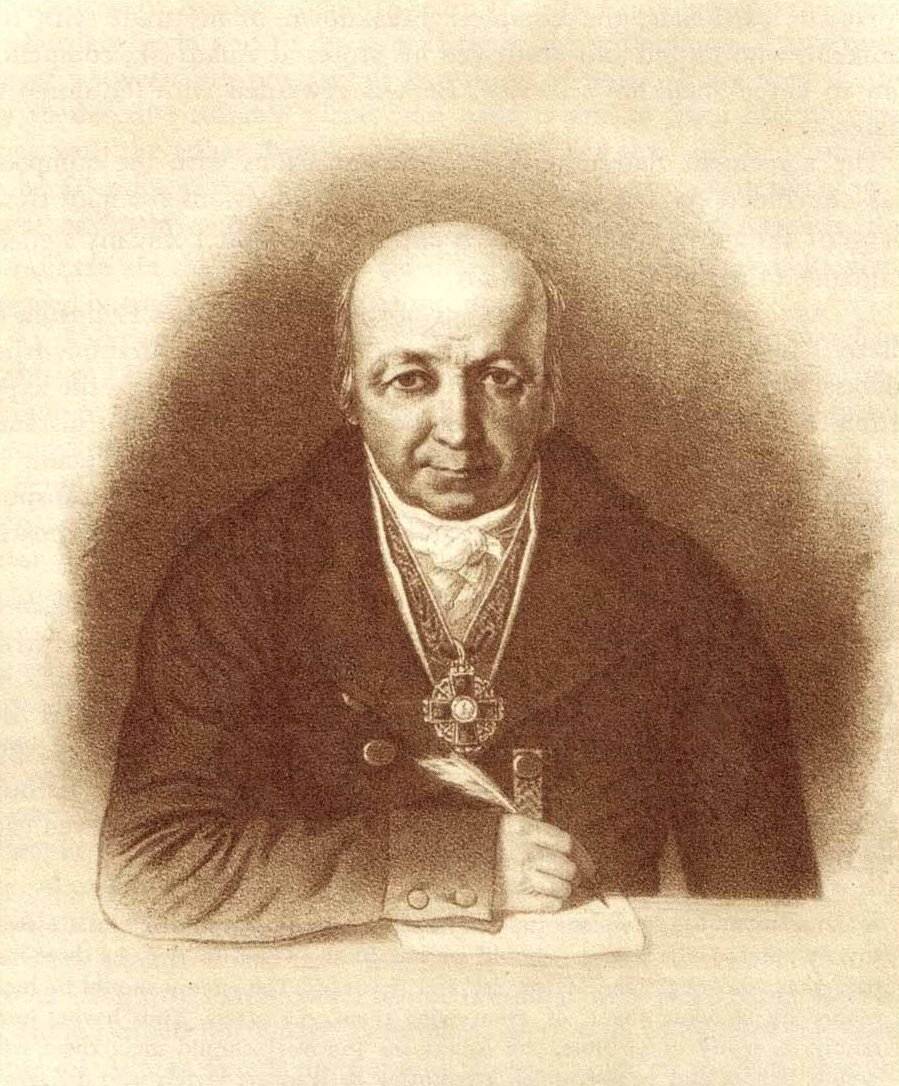
Alexander Andrejewitsch Baranow

Alexander Andrejewitsch Baranow (russisch Александр Андреевич Баранов; * 23. Novemberjul. / 4. Dezember 1747greg. in Kargopol, Gouvernement Olonez; † 16. Apriljul. / 28. April 1819greg. auf See in der Sundastraße auf der Heimreise nach Russland) war ab 1790 einer von zwei Gebietsleitern der Schelichow-Golikow-Pelzfirmen in Alaska. Ab 1799 leitete er als Hauptverwalter der in diesem Jahr gegründeten Russisch-Amerikanischen Kompagnie die Gebiete Russisch-Amerikas und der Kurilen.

## Leben
Baranow verließ sein Elternhaus mit 15 Jahren. Er wurde zu einem erfolgreichen Händler in Irkutsk (Sibirien). Der zunehmende Pelzhandel lockte ihn ins damalige Russisch-Amerika, das heutige Alaska, wo er Handelsposten in der Region der Kodiak-Insel gründete und leitete.
1799 wurde er, durch das Einwirken von Nikolai Resanow, zum Leiter der einflussreichen Russisch-Amerikanischen Kompagnie. Auf diesem Posten, den er bis 1818 innehatte, leitete er sämtliche Interessen der Kompagnie in Alaska, einschließlich der Inselgruppen der Aleuten und Kurilen. Die Geschäfte in dieser Region nahmen wegen zunehmendem Handel mit Seeotter- und Seehundpelzen zu. Baranow überzeugte einheimische Jäger, ihre Reichweite bis zu den Küsten Kaliforniens auszudehnen. Auch förderte Baranow die Bildungsmöglichkeiten der Ureinwohner; unter seiner Führung wurden Schulen eingerichtet und die Grenzsiedlungen wurden mehr einbezogen.
Während Baranows Leitung arbeiteten russisch-orthodoxe Missionare in Russisch-Amerika. Viele von ihnen beschuldigten die russischen Pelzhändler der Grausamkeit und der Ausnutzung gegenüber den einheimischen Menschen. Baranow hatte ein gespanntes Verhältnis zu den Missionaren, die den Einheimischen oft heimlich halfen. Tatsächlich kam es ab 1799 zu kriegerischen Auseinandersetzungen zwischen den Russen und dem Volk der Tlingit, die in der Schlacht von Sitka 1804 gipfelten, bei der die Tlingit unterlagen.
Nach seiner Ablösung durch Ludwig von Hagemeister 1818 schiffte sich Baranow 1819 zur Rückreise nach Russland ein, erkrankte jedoch auf der Reise schwer und starb nach einem Aufenthalt in Batavia (heute Jakarta) im selben Jahr in der Sundastraße zwischen Java und Sumatra. Er erhielt eine Seebestattung.
Im Zweiten Weltkrieg benannten die USA ein Schiff nach ihm.